# Anacamptodon subulatus
Anacamptodon subulatus är en bladmossart som beskrevs av Brotherus 1929. Anacamptodon subulatus ingår i släktet Anacamptodon och familjen Fabroniaceae. Inga underarter finns listade i Catalogue of Life.